# League of Legends: Wild Rift
League of Legends: Wild Rift (também conhecido como Wild Rift ou WR) é um jogo eletrônico do gênero MOBA desenvolvido e publicado pela Riot Games para Android, iOS, e consoles ainda desconhecidos. O jogo é uma versão para aparelhos móveis adaptada de seu equivalente para PC, League of Legends.
Como em League of Legends, os jogadores controlam um personagem ("campeão") com habilidades únicas e batalham contra um time de jogadores ou inteligência artificial. O objetivo de cada time é destruir o nexus (uma construção localizada na base e protegida por outras estruturas) da equipe adversária.
Em 16 de setembro de 2020 o jogo começou a ser distribuído em fase beta de forma limitada na Indonésia.

## História
Após adquirir a Riot Games, a Tencent queria transformar League of Legends em um jogo para celular, mas a proposta foi rejeitada, justificando que o jogo não poderia ser replicado em um formato de smartphone. Dessa forma, a Tencent criou seu próprio jogo para celular, King of Glory (com sua adaptação internacional conhecida como Arena of Valor) em 2015. League of Legends: Wild Rift foi anunciado em 15 de outubro de 2019.

## Lançamento
O jogo foi programado para ser lançado em 2020, com um teste alfa limitado no Brasil e nas Filipinas em junho de 2020.
Em 16 de setembro de 2020, Wild Rift foi lançado em beta fechado no sudeste da Ásia via Google Play e TestFlight da Apple, com mais regiões a serem adicionadas em uma data posterior. Em 8 de outubro de 2020, o beta fechado retornou, adicionando Coreia do Sul e Japão.
O beta aberto regional para o sudeste asiático começou em 27 de outubro de 2020. Em 7 de dezembro de 2020, foi expandido para incluir Vietnã, Oceania e Taiwan. Em 10 de dezembro de 2020, o beta aberto foi expandido antes do previsto para incluir a Comunidade dos Estados Independentes, Europa, Oriente Médio e Turquia.
O beta aberto foi lançado na América em 29 de março de 2021. No Brasil, a campanha de lançamento foi Wild Drift, envolvendo o piloto de Drift Diego Higa e a youtuber e influenciadora Nyvi Estephan.
O jogo foi lançado inicialmente com 41 dos 158 campeões de League of Legends.

## Jogabilidade
Wild Rift é um jogo multiplayer online de arena de batalha (MOBA) na perspectiva isométrica tridimensional. Os jogadores competem em partidas, que duram de 15 a 20 minutos em média. As equipes trabalham juntas para destruir o Nexus na base do time inimigo, contornando uma linha de estruturas defensivas chamadas torres. Ao contrário da franquia principal, as bases não contam com inibidores, e o Nexus dispara contra inimigos. Um sistema de mira automática e o mapa espelhado foram implementados para melhorar a jogabilidade no celular.